# جانت جی. اپس
جانت جو اپس (به انگلیسی: Jeanette Jo Epps) فضانورد اهل کشور ایالات متحده آمریکا است که در ۳ نوامبر ۱۹۷۰ میلادی در سیراکیوز، نیویورک زاده شد.